# استلا وارن
استلا وارن (انگلیسی: Estella Warren؛ زاده ۲۳ دسامبر ۱۹۷۸) هنرپیشه و مانکن (فرد) اهل کانادا است. وی از سال ۲۰۰۱ میلادی تاکنون مشغول فعالیت بوده‌است.
از فیلم‌هایی که وی در آن نقش داشته‌است، می‌توان به سیاره میمون‌ها، برگشت‌ناپذیر، جک کانگورو، اغوای آبی و راندن اشاره کرد.